# بادي موس
بادي موس (بالإنجليزية: Buddy Moss)‏ هو كاتب أغاني وموسيقي وعازف قيثارة ومغني أمريكي، ولد في 16 يناير 1914 في جورجيا في الولايات المتحدة، وتوفي في 19 أكتوبر 1984 في أتلانتا في الولايات المتحدة.

## وصلات خارجية
- بادي موس على موقع ميوزك برينز (الإنجليزية)
- بادي موس على موقع أول ميوزيك (الإنجليزية)
- بادي موس على موقع ديسكوغز (الإنجليزية)